# Wapen van Ursem

Het wapen van Ursem

Het wapen van Ursem werd per Koninklijk Besluit op 22 oktober 1817 aan de Noord-Hollandse gemeente Ursem toegekend. De gemeente hield in 1979 op te bestaan en werd verdeeld over de aangrenzende gemeente Schermer en de nieuw gevormde gemeente Wester-Koggenland. De gemeente Schermer had al een wapen en behield dit, de gemeente Wester-Koggenland kreeg een nieuw wapen waarop de leeuw van Ursem als schildhouder fungeerde. Sierksma twijfelt of het niet een verbasterde beer zou zijn, in dat geval zou het wapen een sprekend wapen zijn, gelijk aan het wapen van Berlicum, ursus is Latijn voor beer.

## Blazoenering
De blazoenering van het wapen luidt als volgt:
Van goud beladen met een klimmende leeuw van keel.
Het wapen is goud met daarop een rode klimmende leeuw: dit is de Hollandse Leeuw. Het wapen is vrijwel gelijk aan dat van het Gewest Holland en daarmee met dat van de provincie Zuid-Holland. Enige verschil: de leeuw van Ursem is geheel rood en kijkt naar achteren.

## Vergelijkbare wapens
Het wapen van Ursem is afgeleid van het wapen van Holland. De volgende wapens komen daardoor met het wapen van Ursem overeen:

Het wapen van Holland
Het wapen van Zuid-Holland
Het wapen van Noord-Holland
Het wapen van Overijssel
Het wapen van Zeeland
Het wapen van Utrecht
Het wapen van Wester-Koggenland met de leeuw van Ursem als schildhouder
Het wapen van Koggenland met de leeuw van Ursem als schildhouder
Het wapen van Zijpe
Het wapen van de gemeente Hollands Kroon
Het wapen van het waterschap Hollands Kroon (schildhouder en op het wapen zelf)

Abbekerk
· Akersloot
· Andijk
· Ankeveen
· Anna Paulowna
· Assendelft
· Avenhorn
· Barsingerhorn
· Beemster
· Beets
· Bennebroek
· Berkenrode
· Berkhout
· Bijlmermeer
· Blokker
· Bovenkarspel
· Broek in Waterland
· Broek op Langedijk
· Buiksloot
· Bussum
· Callantsoog
· De Rijp
· Egmond
· Egmond aan Zee
· Egmond-Binnen
· Graft
·  Graft-De Rijp
· 's-Graveland
· Groet
· Grootebroek
· Grosthuizen
· Haarlemmerliede
· Haarlemmerliede en Spaarnwoude
· Harenkarspel
· Heerhugowaard
· Hensbroek
· Hoogkarspel
· Hoogwoud
· Ilpendam
· Jisp
· Kalslagen
· Katwoude
· Koedijk
· Koog aan de Zaan
· Kortenhoef
· Krommenie
· Kwadijk
· Langedijk
· Leimuiden
· Limmen
· Marken
· Middelie
· Midwoud
· Monnickendam
· Muiden
· Naarden
· Nederhorst den Berg
· Nibbixwoud
· Niedorp
· Nieuwe Niedorp
· Nieuwendam
· Nieuwer-Amstel
· Noord-Scharwoude
· Noorder-Koggenland
· Obdam
· Oosthuizen
· Opperdoes
· Oterleek
· Oude Niedorp
· Oudendijk
· Oudkarspel
· Oudorp
· Petten
· Ransdorp
· Schardam
· Scharwoude
· Schellingwoude
· Schellinkhout
· Schermer
· Schermerhorn
· Schoorl
· Schoten
· Sijbekarspel
· Sint Maarten
· Sint Pancras
· Sloten
· Spaarndam
· Spaarnwoude
· Spanbroek
· Twisk
· Urk
· Ursem
· Veenhuizen
· Venhuizen
· Warder
· Warmenhuizen
· Waverveen
· Weesp
· Weesperkarspel
· Wervershoof
· Wester-Koggenland
· Westwoud
· Westzaan
· Wieringen
· Wieringermeer
· Wieringerwaard
· Wijdenes
. Wijdewormer
. Wijk aan Zee en Duin
· Wimmenum
· Winkel
· Wognum
· Wormer
· Wormerveer
· Zaandam
· Zaandijk
· Zeevang
· Zijpe
· Zuid-Scharwoude
· Zuid- en Noord-Schermer
· Zwaag

Dorpswapens:
Hauwert
· Volendam
· Zwaagdijk-West